# Batalla de Montjuïc (1641)
La batalla de Montjuïc de 1641 va ser una batalla que es va lliurar el 26 de gener de 1641 a la muntanya de Montjuïc de la ciutat de Barcelona, set mesos més tard de l'aixecament popular conegut com a Corpus de Sang (7 de juny de 1640).
La batalla és un dels episodis de la Guerra dels Segadors i s'hi van enfrontar les tropes catalanes comandades pel diputat militar de la Generalitat Francesc de Tamarit, amb el suport de la cavalleria francesa del duc de Bouillon, contra les tropes de Felip IV de Castella comandades per Pedro Fajardo de Zúñiga y Requesens, marquès de los Vélez. La batalla es resolgué amb una victòria catalana contundent i la massacre de les tropes hispàniques, que van haver de fugir fins a Tarragona.

## Antecedents
La primavera del 1640 foren empresonats Francesc Joan Vergós i Lleonard Serra, dos membres destacats del Consell de Cent, i el diputat Francesc de Tamarit, cosa que provocà una important crispació al Principat. Varen ser acusats de no facilitar la lleva dels 16.000 homes que preveia la Unió d'armes, que havien de sortir cap a Itàlia a lluitar en la Guerra dels Trenta Anys, ni l'allotjament de les tropes hispàniques que havien de defensar la ciutat davant una hipotètica invasió francesa, tal com demanava Gaspar de Guzmán i Pimentel, el Comte-duc Olivares. El 27 de març, la Diputació i el Consell de Cent, després de no obtenir resposta per part del virrei de Catalunya Dalmau III de Queralt, van enviar una ambaixada de dotze diplomàtics a Madrid, que no només no aconseguiren l'audiència que desitjaven amb el rei Felip, sinó que foren detinguts.
La revolta camperola, que pretenia posar fi als desoris dels soldats castellans, es va anar estenent per tot el territori i, finalment, el 22 de maig, els camperols revoltats van entrar a Barcelona i posaren en llibertat els retinguts a la presó de la ciutat, que estava situada en una torre de la muralla romana, a la plaça del Blat.
El 7 de juny del mateix any, en el conegut com Corpus de Sang, grups de segadors entraren un altre cop a la ciutat i, durant els fets, fou assassinat el virrei.
El 7 de setembre de 1640 se signava el Pacte de Ceret de confraternitat i ajut militar entre el Regne de França i el Principat de Catalunya, pel qual França es comprometia a defensar el Principat. El 20 d'octubre de 1640 entrava a Barcelona Bernard du Plessis-Besançon per constituir una junta de guerra amb el Conseller en Cap, Joan Pere Fontanella, i el diputat militar, Francesc de Tamarit.
El mateix setembre, l'exèrcit de Felip IV provinent de l'Aragó i comandat per Pedro Fajardo, Marquès de los Vélez, amb la flor i la nata de les tropes hispàniques, va ocupar Tortosa. El 8 de desembre, les tropes van sortir en direcció a Barcelona i es trobaren amb una gran resistència al Perelló i al Coll de Balaguer, a prop de l'Hospitalet de l'Infant. Després de la batalla de Cambrils -que es clou amb una matança de cambrilencs que es rendien desarmats i l'ajusticiament a garrot vil dels tres caps militars, del batlle i dels jurats (regidors) de la vila-, Roger de Bossost, baró d'Espenan, va rendir la ciutat de Tarragona i fugí amb les seves tropes cap a França mentre els espanyols continuaren avançant en direcció a Barcelona. Es va fer una crida a tota la població d'edat compresa entre els 15 i els 65 anys, que no estigués ja mobilitzada, perquè s'incorporés a files, sota pena de confiscació dels béns. Els catalans van decidir plantar cara a Martorell, on foren derrotats i, en conseqüència, l'exèrcit castellà arribà a les portes de la ciutat de Barcelona.
Pau Claris proclamà la República Catalana el 17 de gener de 1641. Tanmateix, una setmana més tard, el 23 de gener, amb les tropes castellanes acampades a Sants també proclamà Lluís XIII de França com a comte de Barcelona, cosa que representava sotmetre el Principat de Catalunya a la sobirania francesa.

## La Barcelona de 1641
Barcelona tenia, el 1641, uns 40.000 habitants i estava constituïda per l'actual Barri Gòtic i pel Raval, amb un diàmetre aproximat de tres milles i mitja. Els gremis dels artesans s'havien fet forts i van adquirir un pes més gran dintre de les institucions polítiques, fins al punt que el 1641 havien aconseguit de tenir dos consellers al Consell de Cent. En un moment en què la participació popular a tot Europa s'afeblia davant el poder creixent de les monarquies, a Barcelona no succeïa el mateix; la seva prosperitat era important, fins i tot en temps difícils, impulsada per la gran diversitat d'oficis i manufactures de teixits, vidres, cuir i metall.
Després de la mort del virrei, el Consell de Cent va decidir exercir l'autoritat absoluta de la ciutat per suplir l'evident buit de poder, car el governador havia desaparegut enmig d'un clima revolucionari en el qual tots els catalans tenien dret a posseir armes i a ensinistrar-se d'acord amb l'usatge Princeps namque, una constitució de caràcter defensiu limitada al Principat, que disposava que tots els homes en condicions de lluitar havien de socórrer al monarca, si aquest era atacat.

### La muralla de Barcelona

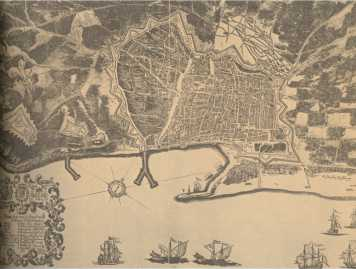
Barcelona, el

La ciutat disposava d'una muralla exterior del segle xiv de pedra ben sòlida, envoltada d'un fossat sec i amb la cara interior lliure d'edificis, amb nou portals i cinc al Raval que ampliaven el recinte de l'època de Jaume el Conqueridor de la qual encara es mantenia la muralla de la Rambla, el recinte interior de la muralla de la Bàrcino romana del segle iv, la més conservada, i una muralla en el front marítim que fou construïda al segle xvi per defensar la ciutat dels atacs dels pirates. Les muralles, tret del que quedava de la romana, van ser enderrocades a partir del 1854.

### Convent de Santa Madrona
El convent fortificat de Santa Madrona estava al peu de la muntanya de Montjuïc a mig camí entre Barcelona i Sants. L'any 1641 el convent era gestionat pels caputxins. En el mateix lloc es manté una capella construïda amb posterioritat a la batalla, situada entre el palau nacional i el museu etnològic, prop del Palauet Albéniz.

### El castell de Montjuïc
La fortificació de la muntanya de Montjuïc, en forma de quadrilàter de terra amb revestiment de pedra i fang i quatre mitjos baluards a les cantonades i un fossat de poca profunditat es va construir el 1640 en previsió de l'avanç castellà durant trenta dies. Fins llavors, un far destinat a informar mitjançant senyals de la proximitat de vaixells havia ocupat el cim.

## Els exèrcits enfrontats

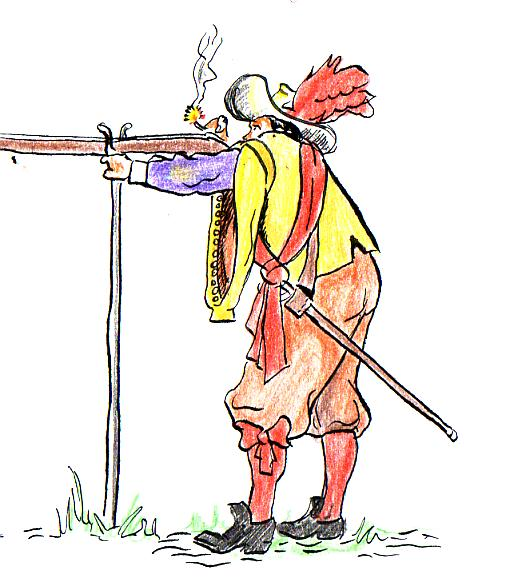
Mosqueter d'un terç espanyol

L'exèrcit castellà del marquès de los Vélez havia sortit a campanya amb 23.000 soldats, 3.100 cavalls i 24 peces d'artilleria amb 250 artillers, dividits en tres cossos:
- Cos d'avantguarda, dirigit per Gerolamo Maria Caracciolo, el marquès de Torrecuso. Disposava del batalló de cavalleria de Carlo Maria Caracciolo, duc de San Giorgio amb 500 cavalls, el regiment d'infanteria del coronel Fernando de Ribera, el regiment d'infanteria del coronel Gonzalo Fajardo, el regiment d'infanteria del maestre de camp Martín de los Arcos, comte d'Orpesa, el terç de Castella i el de Guipúscoa, i un terç irlandés de Hugh O'Donnell, duc de Tyrconnell.[19]
- Cos de batalla, comandat per Pedro Fajardo de Zúñiga y Requesens, el marqués de los Vélez. Disposava d'una escolta de 100 cavallers comandats pel capità Alonso Gaytan, dos batallons de cavalleria de 600 cavalls cada un comandats per Álvaro Suárez de Quiñones i el comissari general Filippo Filangieri, i tres terços dirigits per Pedro de La Saca, Alonso de Calatayud i Diego de Villalba y Toledo i cinc regiments d'infanteria, dirigits per Martín de Azlor, Iñigo de Mendoza, Diego Guardiola, Luis Gerónimo de Contreras i Pedro de Cañaveral.
- Cos de rereguarda. Disposava de 24 peces d'artilleria dirigides pel marquès de Chieri,[20] quatre terços d'infanteria (un castellà de Tomas Mesia de Acevedo, el dels Presidis de Portugal de Tomas Mesia de Acevedo, el való de Felipe de Gante y Merode i el portuguès de Simón de Mascarenhas), algunes companyies italianes i els 500 cavalls que formaven el batalló de cavalleria de Rodrigo de Herrera.
- La cavalleria espanyola va formar en 18 esquadrons amb uns 1.500 cavalls en total per a la batalla.

Les forces catalanes i franceses estaven constituïdes per:
- Els defensors del Castell de Montjuïc,[18] amb 9 companyies de milicians de la Coronela: Mercaders de Teles o Julians (situada al fortí), sabaters o cordoners (Cordonniers en francès), sastres, passamaners, estevaners (o estevens que reunia els oficis de baster, llauner, armer i courer) situada mirant a Castelldefels, velers (capità Ambrosi Gallart i Caldes), taverners, teixidors de lli i pellers o Blanquers (Tanneur en francès) que estava de guàrdia a la Torre de Damians) i d'altres del Terç de Barcelona[21] que formaven part de la Coronela de Barcelona, el capità Francesc de Cabanyes amb 200 miquelets, 300 mosqueters i piquers francesos de 4 companyies del regiment d'infanteria d'Espenan dirigits per George Stuart, el senyor d'Aubigny, situats al fortí i 8 peces d'artilleria de bronze (la majoria de 4 lliures de calibre).
- La companyia de Coutouriers de la Coronela (i que és una de les 9 identificada amb un altre nom - probablement la de sastres) també estava al fortí.
- També hi eren presents els capitans Lluis Valencia, Jordi de Peguera, Antoni de Peguera, Rafael Casamitjana, Vives, Martorell i Modolell.
- A l'ermita de Santa Madrona es trobaven les tropes de Gallart (companyia d'Estevens) i Valencia[18] amb el capità d'artilleria Agustí Radas.
- L'artilleria dirigida per Dídac Montfar Sorts i Cellers, els quatre terços de la Coronela de Barcelona[9][22] dirigida per Miquel Torrelles els seus quatre terços eren governats per Domènec Moradell, Galceran Dusay, Josep Navell i Joan Tello, i la resta de les forces catalanes defensaven la ciutat.
- La cavalleria francesa, dirigida per Henri Robert de Serignan[18] va desplegar-se al Pla per atacar les posicions castellanes. El regiment del mateix Serignan va encarregar-se de la defensa del portal de Sant Antoni mentre que la resta de la cavalleria, formada per les companyies dels capitans monsieur de Fontrailles (chevaux-légers), monsieur de Bridoirs, monsieur de Guidane, monsieur de Sagé i monsieur de la Talle (o Halle), Josep d'Ardena, Josep Galceran de Pinós i de Perapertusa, Henrique Juan, i Manuel d'Aux Borrellas defensaven els camins entre Barcelona i Sants.
- La resta del regiment d'infanteria de Serignan que ocupava els diferents portals de Barcelona i la mitja lluna davant el portal de Sant Antoni. De fet aquest regiment fou l'únic d'infanteria francesa que havia entrat a Catalunya, no inclòs en la capitulació de Tarragona. Malgrat tot, consta la presència també de part del regiment d'Espenan a Barcelona el dia de la batalla.
- A Barcelona hi havia la resta de les 40 companyies de la Coronela, almenys 3 companyies d'estudiants i 9 de religiosos (segurament bastants més). Les companyies de la Coronela comptaven amb uns 150 homes de mitjana, encara que la de sastres era molt nombrosa i devia tenir almenys 300 membres.

La resta de les tropes que havien fugit de la batalla de Martorell estava dispersa pel Vallès i va rebre ordres de tornar a Barcelona mentre que els miquelets de Josep Margarit i de Biure s'havien d'apostar a la vora de Montserrat per impedir l'arribada d'ajuda per l'exèrcit hispànic.

## Ordre de batalla
Després de la victòria en la batalla de Martorell, Pedro Fajardo va optar per atacar Barcelona ràpidament per evitar el reagrupament de les tropes catalanes dispersades pel Vallès, i dels nous contingents catalans i francesos que estaven en camí, atacant Montjuïc encerclant la muntanya iniciant l'envestida amb dos mil mosqueters seguida pel gruix de la infanteria, i alhora obrint un segon front mitjançant un atac directe contra el portal de Sant Antoni amb el gruix de la cavalleria i l'artilleria, i una part de la infanteria, que hauria d'evitar l'arribada d'ajut a la fortalesa dirigit pel Carlo Maria Caracciolo, el duc de San Giorgio. L'exèrcit hispànic s'hauria d'apostar a Montjuïc i ser abastats per mar, evitant els perills de Collserola, on podien ser blanc fàcil dels guerrillers.
Preveient l'arribada de l'exèrcit hispànic, el dia anterior a la batalla els catalans van aixecar encara més l'alçada de la muralla de la fortalesa de Montjuïc.

## Batalla

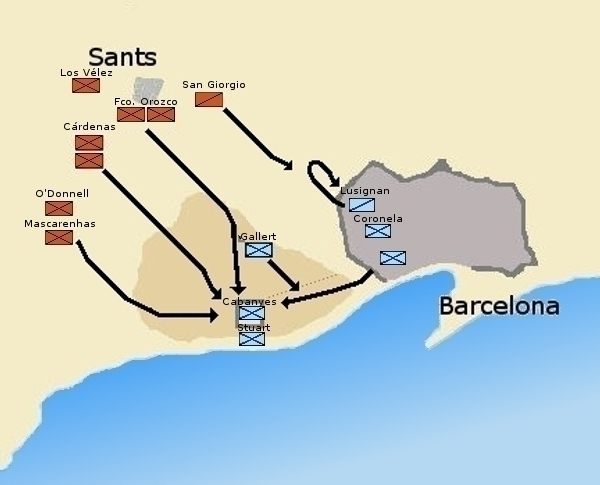
Moviments de tropes durant la batalla. En vermell, les tropes espanyoles, en blau les catalanes

L'assalt a Montjuïc va començar a les nou del matí quan dos mil mosqueters que componien els terços de Hugh O'Donnell Fernando de Ribera i Simon de Mascarenhas pugen per la banda del Llobregat, sent rebutjats pels defensors.
Poc més tard de la primera escomesa, els dos terços de Diego de Cárdenas Lusón van començar a pujar la muntanya des de Sants, i dos terços comandats per Francisco de Orozco, el marquès de Mortara es van dirigir des de la Creu Coberta a l'ermita de Santa Madrona per tallar el camí entre la ciutat i Montjuïc, d'on es van retirar les tropes catalanes que hi havia apostats aprofitant la cobertura de la cavalleria francesa per instal·lar-se en el camí atrinxerat de Montjuïc, des d'on havien de protegir les municions i els reforços que havien de pujar al castell.
Les tropes castellanes, mancades de comunicació i travessant un terreny boscós i costerut, van arribar al cim de la muntanya en diferents moments. Quan les primeres tropes castellanes van arribar al cim de Montjuïc, algunes tropes catalanes van fugir, tret d'una companyia de 400 homes que els va fer front a l'atac disparant a curta distància, delmant als atacants i eliminant-ne als oficials, gràcies al fet que no havien d'enfrontar-se a tots els atacants a l'hora, mentre l'artilleria dirigida per Agustí Radas disparava terra, pedres i metralla metàl·lica pels canons sorrers holandesos a curta distància, car els hispànics no duien escales ni artilleria. La resta de les tropes hispàniques encara estaven acampades als camps de Valldonzella.
Henri Robert de Serignan comandant set batallons de cavalleria va atacar cobert pels mosqueters apostats a la muralla, als hispànics que atacaven la muralla i el camí de Montjuïc, mirant de flanquejar-los per la creu coberta, atac que va ser respost per una càrrega de la cavalleria castellana comandada per Carlo Maria Caracciolo i que alhora va provocar la retirada catalana cap a l'interior de les muralles pel portal de Sant Antoni, sent seguits pels hispànics però aquesta maniobra els va suposar quedar-se sense munició, de manera que els atacants van quedar a l'abast del foc de mosquet de les muralles i amb el portal tancat, sent llavors carregats pels cuirassers francesos. Entre les baixes hispàniques es trobava el duc de San Giorgio.
La victòria a la muralla va permetre enviar dos mil mosqueters de refresc al castell, coberts pels mosqueters apostats a les trinxeres. A les tres de la tarda els castellans van intentar un nou atac en massa amb les tropes de reserva comandades per Gerolamo Maria Caracciolo, però la manca d'escales i el foc de les tropes catalanes van provocar moltes baixes. Una càrrega final de quaranta catalans del castell muntanya avall, provocà el pànic i la retirada dels espanyols fins a Sants.
| «                          | Les banderes de Castella, poc abans desplegades al vent en senyal de la seva victòria, caminaven caigudes i trepitjades als peus dels seus enemics, on molts ni per trofeus i adorns del triomf les alçaven; a tanta desestima es van reduir. Les armes perdudes per tota la campanya eren ja en tant nombre, que pogueren servir millor de defensa, que en les mans dels seus amos, per la dificultat que causaven al camí: només la mort i la venjança lloada en la tragèdia espanyola sembla, es delectaven en aquella horrible representació. | » |
| — Francisco Manuel de Melo | |   |

El dia de la victòria, festivitat de Sant Policarp d'Esmirna, va fer que s'atribuís a aquest sant, de poca devoció a la ciutat fins llavors, la intervenció per facilitar-la. Es va dir que s'havia aparegut sobre la Porta de Santa Madrona per encoratjar els soldats. Per commemorar aquest ajut diví, la ciutat li dedicà una imatge a l'església dels Sants Just i Pastor.

## Conseqüències
Els espanyols amb més de 1.500 baixes i completament desmoralitzats, no tingueren ànims per emprendre cap més assalt i anaren a passar la nit a Sants junt la Torre de Benet Mas, formats en batalla i obrint trinxeres. L'endemà es trobaren 204 cadàvers hispànics abandonats en els pendents de Montjuïc. Els catalans tingueren poquíssimes baixes, en total 32 morts i altres tants ferits. La companyia dels Estevens fou la que resultà més mal parada amb 10 o 12 morts i altres tants ferits, entre ells el seu capità Ambrosi Gallart. La cavalleria va tenir 10 morts i 12 ferits segons la Crònica Exemplària.
Durant la tarda anaren entrant a Barcelona les tropes derrotades a Martorell i a les onze del vespre arribava el Terç de Santa Eulàlia amb 1.000 mosqueters, comandat pel Conseller Terç Pere Joan Rossell i dues tropes de cavalleria.
Durant la nit, els barcelonins, alarmats pels seus batidors, cregueren que els castellans volien assaltar les muralles, la situació esdevingué caòtica i fins i tot es va arribar a disparar l'artilleria de la plaça.
A la matinada següent, l'exèrcit castellà abandonava Sants, sabedor que Philippe de La Mothe-Houdancourt s'acostava amb una columna de 6.000 homes, deixant enrere l'artilleria i fugia cap a Martorell, des d'on aniria fins a Tarragona, on Pedro Fajardo acabaria sent substituït per Federico Colonna. A Tarragona va arribar l'exèrcit amb 16.000 homes i 2.500 cavalls però després gairebé la meitat de l'exèrcit desertà.
Pau Claris mor un mes després de la victòria de Montjuïc, possiblement emmetzinat i les noves autoritats no van poder aturar els excessos dels lloctinents francesos. La inevitable intervenció francesa convertí Catalunya en un front més de la Guerra dels Trenta Anys, que enfrontà els Habsburg i la monarquia francesa per l'hegemonia d'Europa.

## Dia del soldat català
El 26 de gener, dia de la victòria de les tropes catalanes sobre els espanyols, i de la mort de Martí Marcó segles més tard, és recordat anualment com el dia del soldat català per organitzacions com Arran o el PSAN, que afirmen que Francisco Franco va voler esperar uns dies a ocupar la ciutat durant la Guerra Civil espanyola per fer-la coincidir amb la data de la batalla de 1641.